# Biserica Mănăstirii din Sighișoara

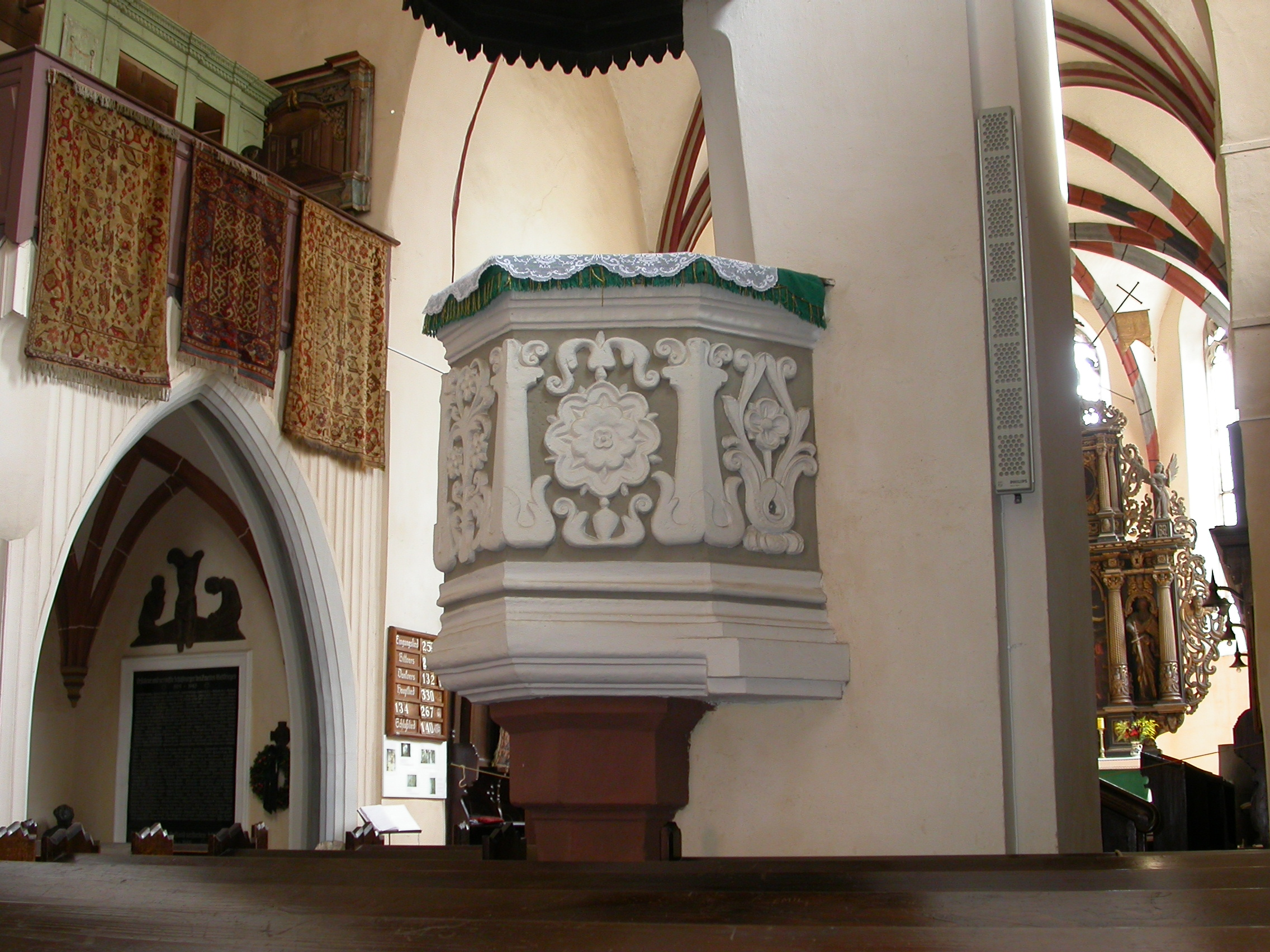
Amvonul

Biserica Mănăstirii din Sighișoara (în germană Schäßburger Klosterkirche) este un monument istoric și de arhitectură aflat în Cetatea Sighișoarei, în imediata vecinătate a  Turnului cu Ceas. Edificiul, care a servit drept biserică a mănăstirii călugărilor dominicani, a fost construit în stil gotic între anii 1492-1515 pe locul vechii biserici dominicane din secolul al XIII-lea. În prezent biserica servește drept biserică parohială luterană. Clădirea este clasificată drept monument istoric și se arhitectură, cod LMI MS-II-m-A-15936.

## Istoric
Mănăstirea Dominicană din Sighișoara este atestată documentar din anul 1298, într-o scrisoare a papei Bonifaciu al VIII-lea. În vremea respectivă exista deja biserica dedicată Fecioarei Maria. Lăcașul a fost extins între anii 1492 și 1515 într-o biserică gotică de tip hală. În anul 1556 mănăstirea a fost desființată, iar proprietățile ei au fost secularizate.